# Star Trek: Filmul
Star Trek: Filmul (din engleză Star Trek: The Motion Picture) este un film american științifico-fantastic din 1979 lansat de Paramount Pictures, regizat de Robert Wise și produs de Gene Roddenberry. Acesta este primul film de lungmetraj bazat pe serialul de televiziune Star Trek creat de Roddenberry. Scenariul a fost scris de Harold Livingston după o povestire de Alan Dean Foster. Filmul are loc în secolul al XXIII-lea la câțiva ani după serialul de televiziune, când un nor străin misterios și foarte puternic, cunoscut sub numele de V'Ger, se apropie de Pământ, distrugând totul în calea sa. Amiralul James T. Kirk (William Shatner) își asumă comanda navei spațiale USS Enterprise, recent reabilitată, pentru a o conduce într-o misiune de salvare a planetei dar și pentru a determina originile norului V'Ger.
După anularea seriei originale, creatorul acesteia Gene Roddenberry a făcut lobby la Paramount Pictures pentru a continua franciza printr-un film de lung metraj. Succesul seriei originale după redifuzarea sa pe mai multe canale TV a convins studioul să înceapă lucrul la un film Star Trek în 1975. O serie de scriitori au încercat să realizeze un scenariu "epic adecvat", dar încercările nu au fost satisfăcătoare pentru Paramount, așa că studioul a anulat proiectul până în 1977. Paramount a planificat în schimb să readucă franciza la originile sale, cu o nouă serie de televiziune intitulată Star Trek: Phase II. Dar succesul de la box-office al filmului Întâlnire de gradul trei a convins studioul Paramount că filmele științifico-fantastice, altele decât Star Wars, s-ar putea descurca bine, așa că studioul a anulat producția seriei Phase II și și-a reluat încercările de a realiza un (prim) film Star Trek. În 1978, Paramount a adunat cea mai mare conferință de presă organizată la studio din anii 1950 pentru a anunța că regizorul Robert Wise, care a câștigat premiul Oscar, va regiza o adaptare cinematografică de 15 milioane de dolari a seriei originale. Odată cu anularea Phase II, scriitorii s-au grăbit să-și adapteze episodul pilot planificat, "In Thy Image", într-un scenariu de film. Enterprise a fost modificată la interior și la exterior, designerul de costume Robert Fletcher a creat uniforme noi, iar designerul de producție Harold Michelson a realizat decoruri noi. Jerry Goldsmith a compus coloană sonoră a filmului, începând o asociere cu franciza Star Trek, care va continua până în 2002. Atunci când primii angajați pentru a crea efectele speciale s-au dovedit incapabili să-și îndeplinească sarcinile la timp, supervizorul Douglas Trumbull a fost atașat proiectului pentru a realiza efectele speciale până în decembrie 1979, data premierei. Filmul a fost finalizat cu câteva zile înainte de premieră; Wise a prezentat filmul complet la premiera sa de la Washington, DC, dar a simțit întotdeauna că versiunea sa finală cinematografică este doar un produs brut al filmului pe care dorea să-l facă.
Lansat în America de Nord la 7 decembrie 1979, Star Trek: Filmul a avut recenzii împărțite, mulți au criticat filmul pentru lipsa scenelor de acțiune și o suprasolicitare a efectelor speciale. Costul său final de producție a crescut la aproximativ 46 de milioane de dolari americani și a aut încasări de 139 de milioane de dolari americani în întreaga lume, puțin față de așteptările studioului, dar suficient pentru ca Paramount să propună o continuare mai puțin costisitoare. Roddenberry a fost forțat să nu mai aibă control creativ pentru continuarea Star Trek II: Furia lui Khan (1982). În 2001, Wise a supravegheat o versiune a regizorului (director's cut) pentru o ediție specială pe DVD a filmului, cu sunet refăcut, scene suplimentare și efecte noi generate de calculator.

## Povestea
O stație de monitorizare a Flotei, Epsilon Nine, detectează o forță extraterestră, ascunsă într-un nor masiv de energie, care se deplasează prin spațiu spre Pământ. Norul distruge cu ușurință stația de monitorizare și trei dintre noile nave de război de clasă Khip'inga ale Imperiului klingonian. Pe Pământ, nava Enterprise trece prin schimbări majore; fostul său ofițer comandant, James T. Kirk, a fost promovat la gradul de amiral și lucrează la San Francisco ca șef al Operațiunilor Flotei Stelare. Flota Stelară trimite Enterprise pentru a investiga entitatea din nor, deoarece nava este singura care o poate intercepta la timp. Noile sisteme ale navei trebuiesc testate în drumul său spre nor.
Invocând experiența sa, Kirk preia conducerea navei, înfuriindu-l pe căpitanul Willard Decker, care supraveghea reparațiile ca noul comandant al navei. Testarea noilor sisteme ale Enterprise dovedesc că nava are slăbiciuni; doi ofițeri, inclusiv ofițerul științific  vulcanian de pe Enterprise, Sonak, sunt uciși de un transportator defectuos, iar motoarele necorespunzător calibrate aproape distrug Enterprise. Necunoașterea de către Kirk a noilor sisteme ale navei sporește tensiunea dintre el și Decker, care a fost temporar retrogradat la rangul de prim ofițer. Comandantul Spock apare și este numit noul ofițer științific al navei, explicând că, în timp ce se afla pe Vulcan,  a trecut printr-un ritual de suprimare a tuturor emoțiilor și a simțit o conștiință în acest nor.
Enterprise interceptează norul de energie și este atacat de o uriașă navă extraterestră în interiorul acestuia. O probă apare pe punte, îl atacă pe Spock și o răpește pe Ilia, navigatorul navei. Ea este înlocuită de o replică robotică a sa, o altă probă trimisă de "V'Ger" pentru a studia echipajul. Decker este distras de pierderea Iliei, cei doi fiind iubiți. El devine tulburat pe măsură ce încearcă să afle informații de la această sosie care are amintirile și sentimentele lui Ilia îngropate înăuntru. Spock iese în spațiu cu un costum spațial cu propulsie și pătrunde în interiorul navei extraterestre unde încearcă să intre în contact telepatic cu V'Ger. În acest fel, el află că toată nava este V'Ger, o mașină vie, conștientă de sine.
În centrul uriașei nave extraterestre, V'Ger este descoperit a fi Voyager 6, o sondă spațială (fictivă) terestră din secolul al XX-lea, considerată pierdută într-o gaură neagră. Sonda deteriorată a fost găsită de o rasă extraterestră de mașini vii, care au reinterpretat programarea acesteia ca instrucțiuni pentru a învăța tot ceea ce poate fi învățat în univers și pentru a returna informațiile creatorului său. Mașinile au modernizat sonda pentru a-și îndeplini misiunea, iar în călătoria sa sonda a adunat atât de multe cunoștințe încât a devenit conștientă de sine. Spock realizează că V'Ger nu are capacitatea de a-și da un alt scop decât misiunea sa inițială; după ce a aflat totul despre univers, consideră că existența sa nu mai are niciun sens. Înainte de a transmite toate informațiile sale, V'Ger insistă asupra faptului ca, personal, Creatorul ei să vină pentru a introduce manual codul de transmisie a datelor. Cu toții își dau seama că oamenii sunt Creatorul lui V'Ger. Decker se oferă pentru a îmbunătăți pe V'Ger; el se îmbină cu proba robotică Ilia și cu V'Ger, creând o nouă formă de viață de lumină care dispare într-o altă dimensiune. Cu Pământul salvat, Kirk o conduce pe Enterprise prin spațiu pentru viitoarele sale misiuni.

## Distribuție
- William Shatner este James T. Kirk
- Leonard Nimoy este Spock
- DeForest Kelley este Locotenent Leonard H. "Bones" McCoy
- James Doohan este Comandant Montgomery "Scotty" Scott
- George Takei este Locotenent Hikaru Sulu
- Nichelle Nichols este Uhura
- Persis Khambatta este Locotenent Ilia
- Stephen Collins este Willard Decker

## Vezi și
- Sondă Bracewell